# Тульская детская железная дорога
Тульская де́тская желе́зная доро́га — детская железная дорога, расположенная в городе Новомосковске Тульской области. Является одной из главных городских достопримечательностей и, по состоянию на 2008 год, является лучшей детской железной дорогой России.
Структурно входит в филиал ОАО «Российские железные дороги» — Московскую железную дорогу. 
Полное наименование: ОАО «Российские Железные Дороги» филиал «Московская Железная Дорога» Тульская детская железная дорога города Новомосковска.

## История

### Строительство детской железной дороги
Инициатором строительства детской железной дороги в городе Сталиногорске выступил в 1953 году директор комбината «Москвауголь» Д. Г. Оника. Поэтому первоначально Сталиногорская детская железная дорога числилась на балансе Минуглепрома. Главным инженером проекта был назначен выпускник Московского института инженеров транспорта Усков Павел Иванович, для которого, как и для его коллег — Олега Семёнова и Тамары Решетниковой — это стало первым серьёзным проектом. Первоначальным планом проекта предусматривалось сооружение кольца длиной около двух километров с двумя сквозными станциями Берёзки и Дубки на территории Детского парка, ограниченной с трёх сторон городской застройкой, а с четвёртой — железнодорожной линией городского электропоезда.
15 июня 1953 года приказом директора комбината «Москвауголь» Д. Г. Оники было начато строительство детской железной дороги. Строительные работы выполнялись строительными подразделениями комбината под руководством Л. Мисропова и были завершены к концу года.
21 декабря 1953 года по детской железной дороге прошёл первый поезд. Его провели машинист Александр Коновалов и юный машинист Михаил (фамилия неизвестна).
Весной 1954 года было построено кирпичное локомотивное депо на станции Берёзки, и детская железная дорога отработала ещё один сезон. Но уже к концу 1954 года стало ясно, что собственное детище является слишком большой обузой для комбината «Москвауголь», и была инициирована передача объекта из Минуглепрома в ведение Министерства путей сообщения СССР.
17 декабря 1954 года по распоряжению Председателя Совета министров СССР находящаяся на балансе Министерства угольной промышленности СССР Сталиногорская детская железная дорога была передана в подчинение Министерства путей сообщения СССР и переименована в Малую Московско-Курско-Донбасскую железную дорогу. Новым начальником от МПС была назначена Мария Петровна Казакова.
26 мая 1955 года детская железная дорога открылась вновь, уже в подчинении МПС.

### Развитие в 1950—2010 годах
В 1961 году город Сталиногорск был переименован в Новомосковск. С этого момента детская железная дорога стала именоваться Новомосковская Детская железная дорога.
В 1972 году в честь 50-летия Всесоюзной пионерской организации станция Дубки была переименована в Пионерскую.
В 1974 году на станции Берёзки был построен учебно-производственный корпус.
В 1979 году, на северо-востоке дороги была построена посадочная платформа Юннатская. Благодаря ей, на Новомосковской детской железной дороге, существуют как обычные пассажирские, так и скорые поезда, которые не останавливаются на этой платформе.
17 августа 1981 года Новомосковской детской железной дороге было присвоено почётное звание «Образцовое внешкольное учреждение».
В 2000 году с закрытой Тула-Лихвинской УЖД поступило несколько вагонов ПВ40.
В 2005 году после совместной работы администрации Новомосковской детской железной дороги и комитета по молодёжной политике города, один из вагонов стал «свадебным», в котором молодожёны совершают своё первое свадебное путешествие. Молодожёны также получают пригласительный билет, по которому они в течение года могут посетить детскую железную дорогу со своим первенцем. Первой парой, совершившей символичное путешествие по кольцу детской железной дороги в этом вагоне, были молодые люди Сергей и Елена по фамилии Молодожёновы.
В январе 2008 года Новомосковская детская железная дорога была признана лучшей детской железной дорогой в России.
14 сентября 2009 года президент ОАО «РЖД» Владимир Якунин на церемонии закрытия очередного сезона Новомосковской детской железной дороги пообещал помочь в строительстве нового бытового корпуса со столовой и спортивного зала.

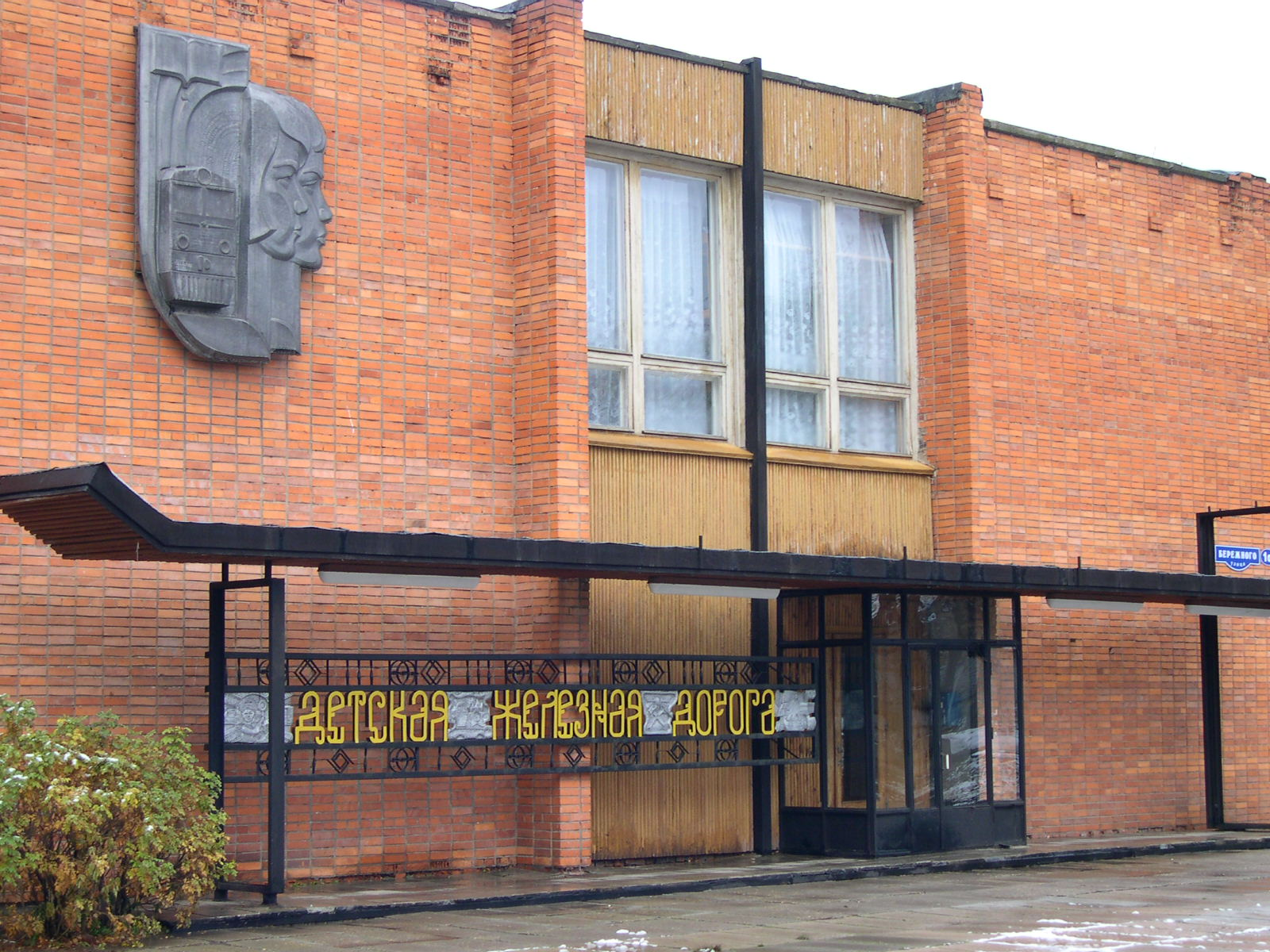
Учебно-административный корпус.
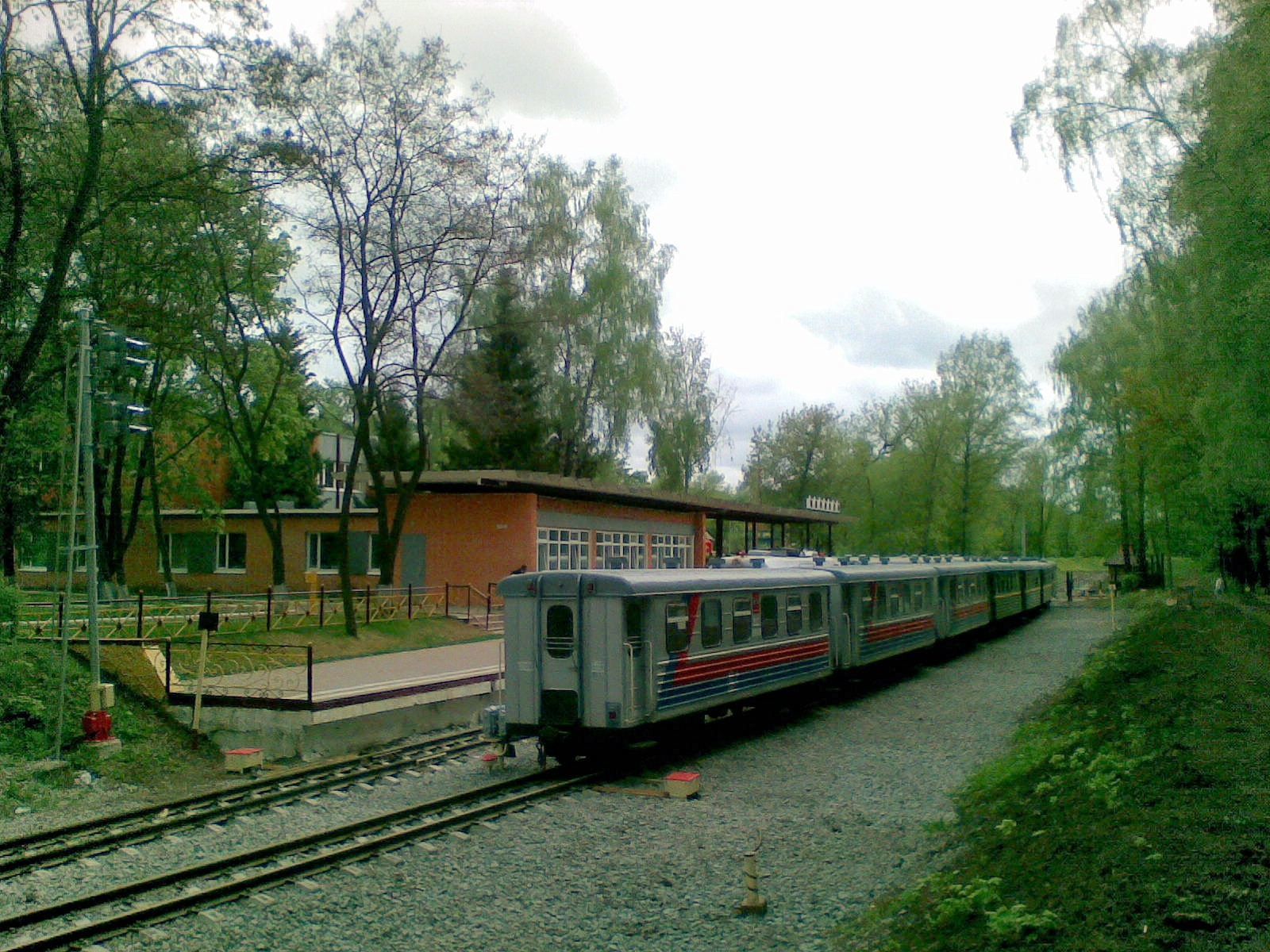
Поезд (без локомотива) на станции Берёзки.
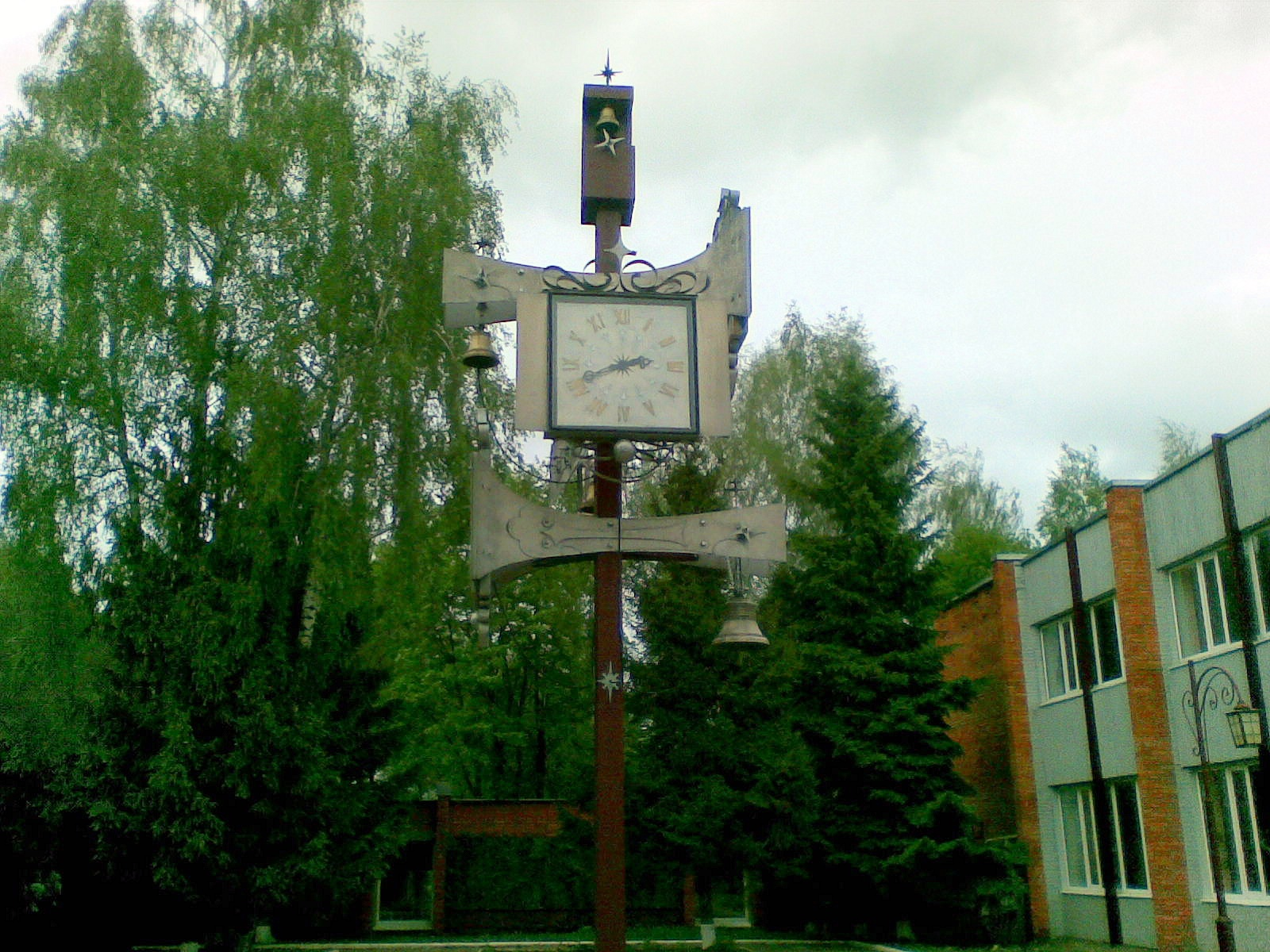
Часы на станции Берёзки
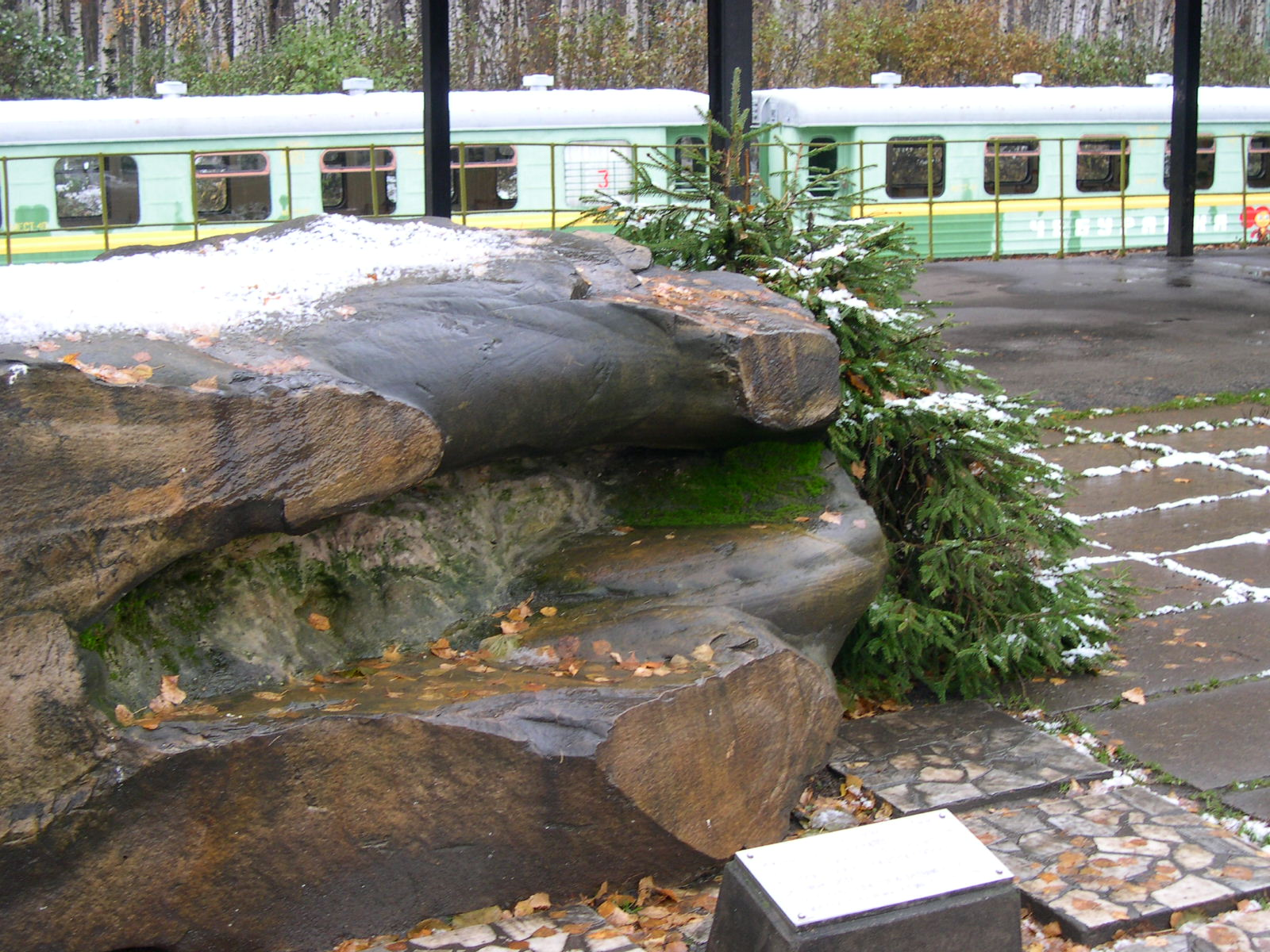
Под этим камнем у станции Берёзки лежит послание пионерам будущего, про которое указано распечатать в 2022 году.

### Реконструкция в 2010—2012 годах
После посещения Новомосковской детской железной дороги президентом ОАО «РЖД» Владимиром Якуниным было принято решение о её реконструкции. Реконструкция проведена в 2010—2012 годах, и её стоимость составила свыше 300 млн рублей.
В рамках реконструкции, в сентябре 2010 года на детскую железную дорогу прибыл тепловоз ТУ10-002 («Колибри»), а также ещё 3 вагона постройки Камбарского машиностроительного завода. Таким образом, подвижной состав стал включать в себя: ТУ2-241, ТУ2-126, ТУ10-002, 5 вагонов модели 48-051 и 6 вагонов Камбарского машиностроительного завода. В 2010 году проведён капитальный ремонт пути, уложены железобетонные шпалы, немного изменилась схема дороги. Построены две новые станции: «Парковая» (Пионерская) и «Исток Дона». В 2012 году построен новый учебный комплекс на станции «Берёзки». Реконструкция позволила увеличить количество обучающихся до 1000 человек в год. Также в 2012 году поступил новый тепловоз ТУ10-018.

После реконструкции в 2012 году
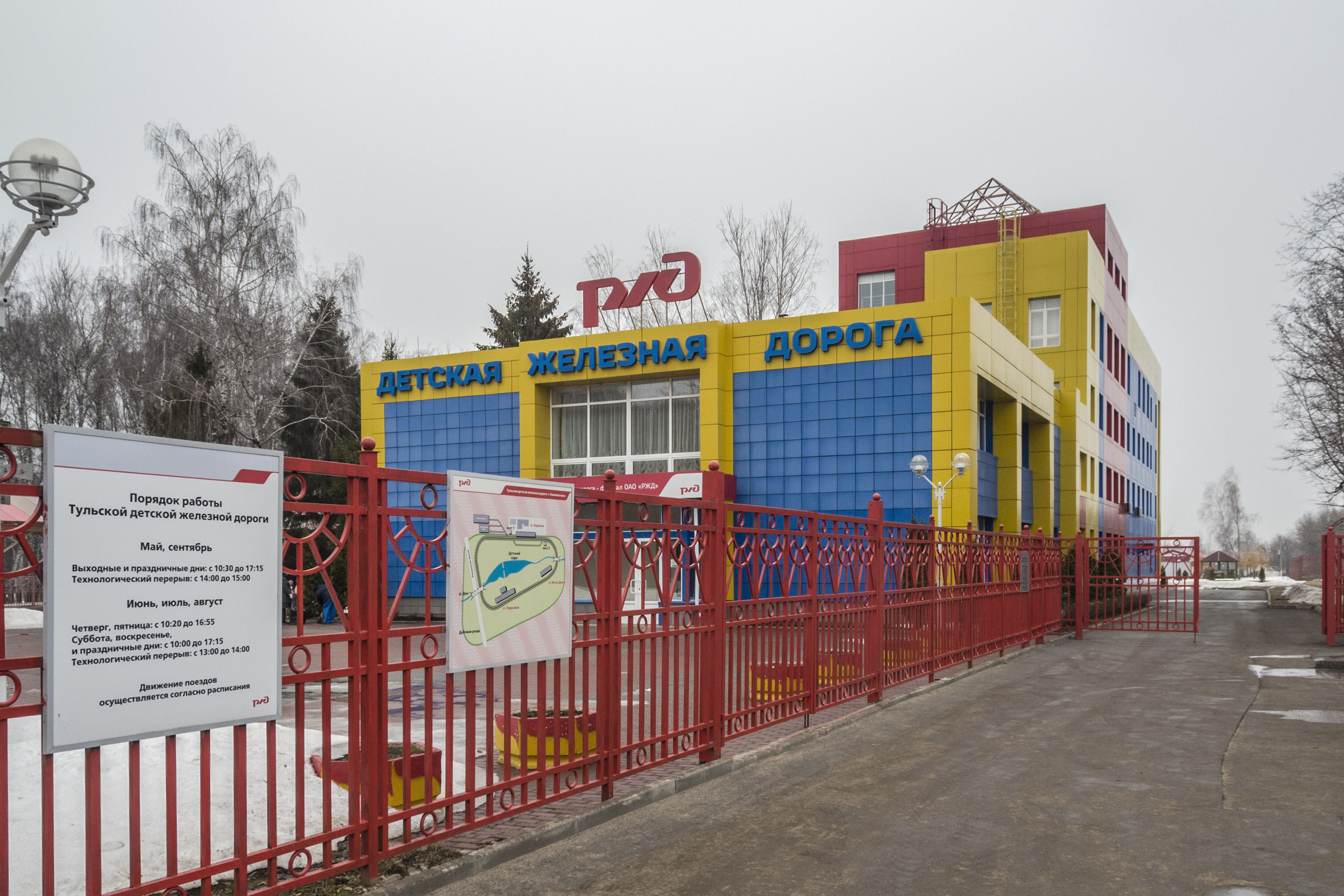
Учебно-административный корпус
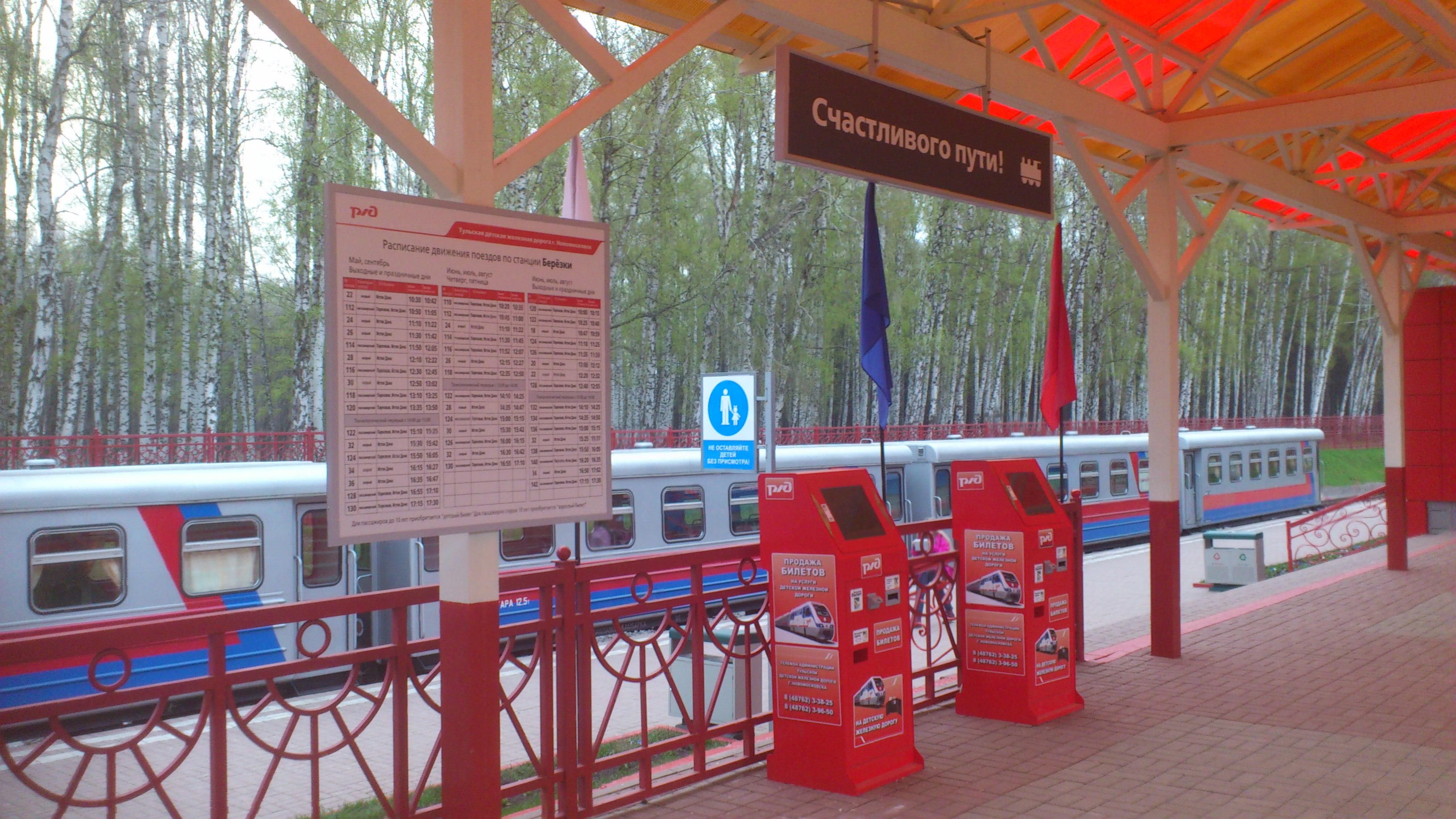
Расписание движения и поезд на станции Берёзки
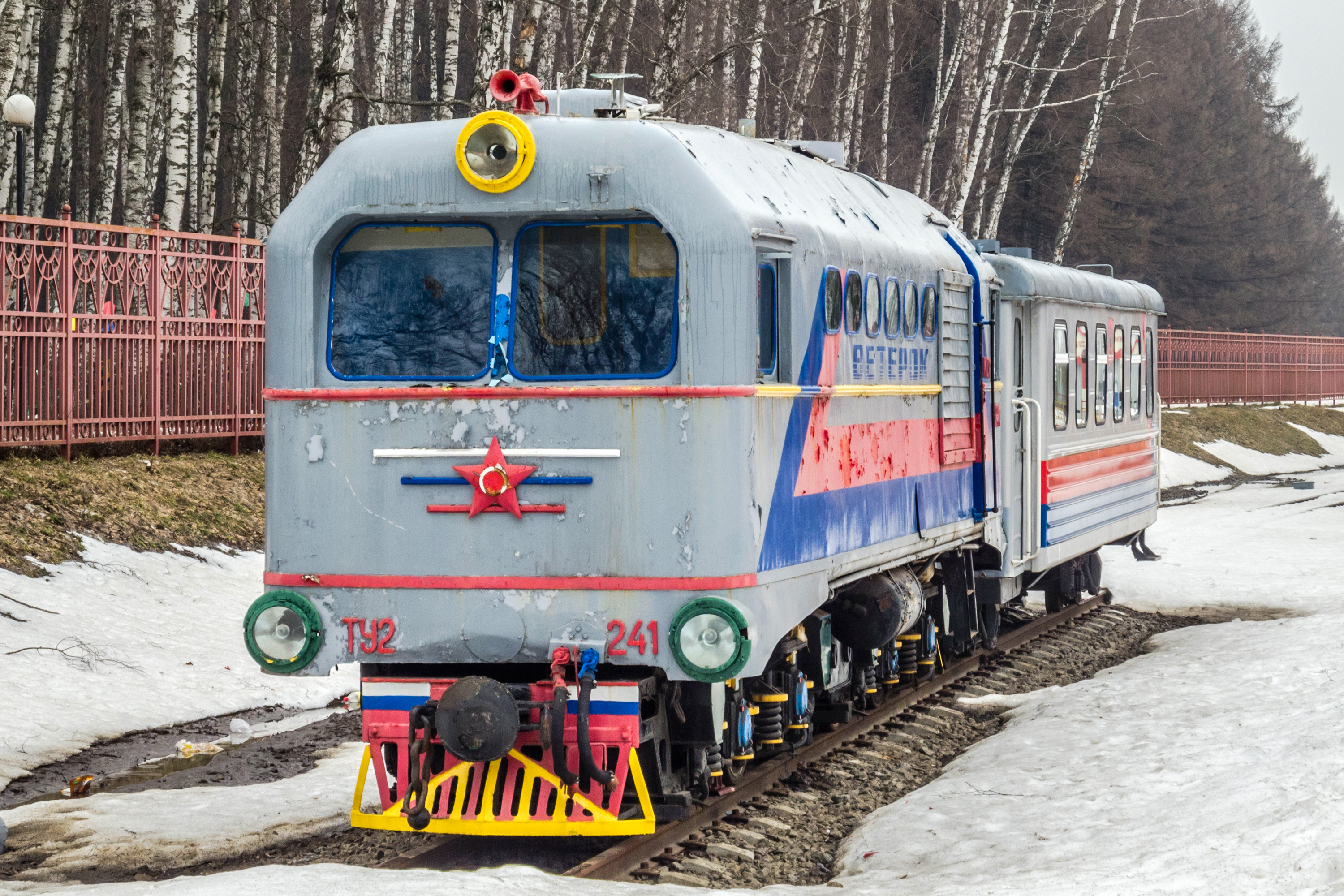
Локомотив ТУ2-241 «Ветерок» на вечной стоянке
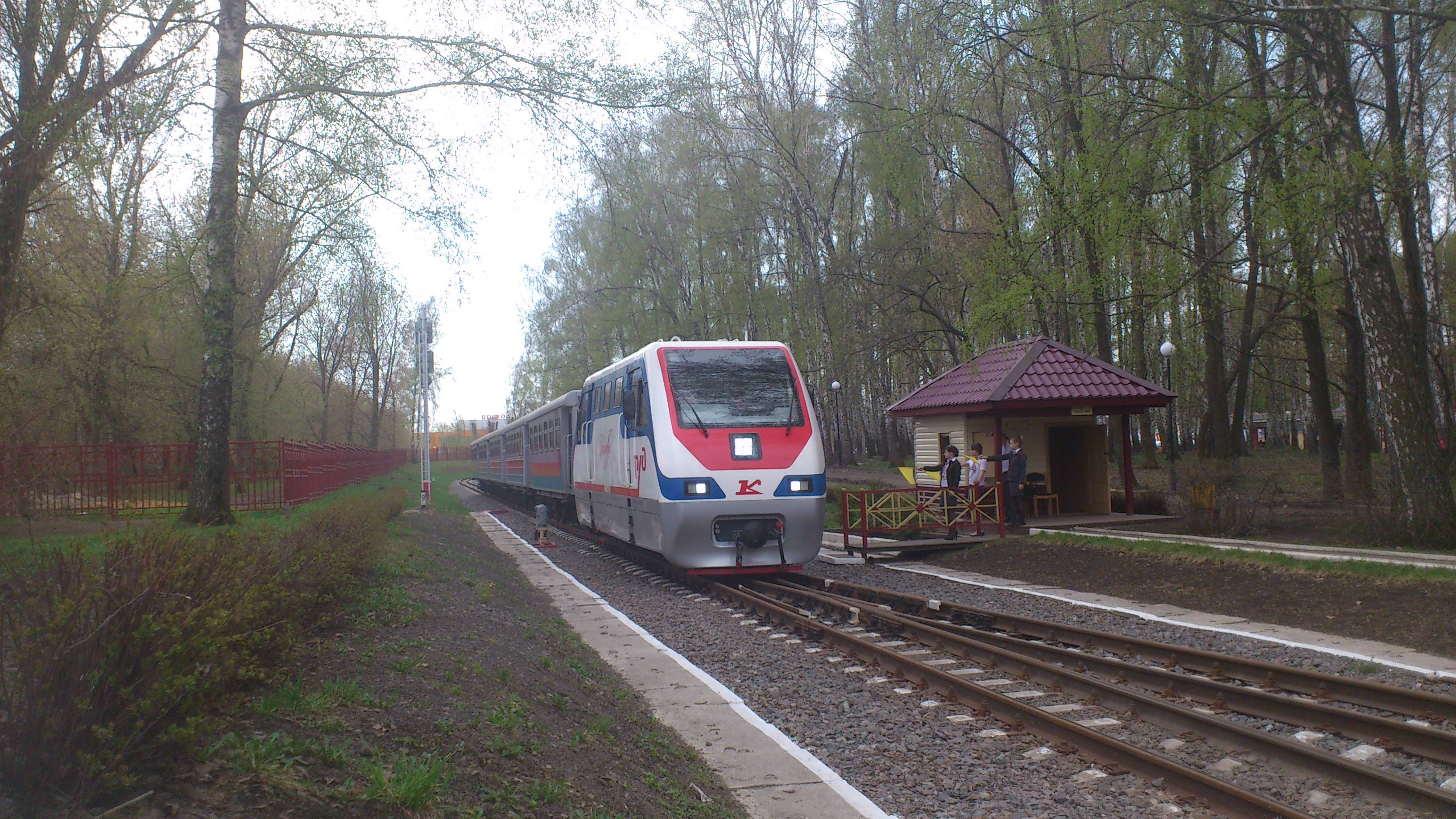
Поезд с тепловозом ТУ10-002 приближается к станции Берёзки

## Начальники и директора
- Казакова Мария Петровна (1954—1960)
- Шалимов Евгений Дмитриевич  (1960—1980)
- Васильева Вера Васильевна (1980—2010)
- Никитин Анатолий Александрович (2010—2018)
- Трофимов Александр Юрьевич (2018—н.в.)

## Расположение и структура

Схема Новомосковской детской железной дороги (до реконструкции в 2012 году).

Детская железная дорога не имеет транспортного значения для города и пролегает замкнутым кольцом вокруг Детского парка, заложенного в первые годы основания Новомосковска. Длина кольца «узкоколейки» — 1,94 км, полная эксплуатационная длина — 2,7 км. Оборудована путевой автоблокировкой, телефонной и радиосвязью.
По маршруту следования состава три станции: «Берёзки», «Парковая», «Исток р. Дон». Движение поездов происходит против часовой стрелки. Поезд в среднем идёт 13-14 минут. В расписании также фигурируют скорые поезда. В отличие от обычных, они не делают остановки на станции Парковая.

## Направления и показатели деятельности
Основными направлениями деятельности Новомосковской детской железной дороги являются:

- Профессиональная ориентация детей для учёбы и работы в учебных учреждениях и на предприятиях железнодорожного транспорта;
- Создание оптимальных условий для развития у детей способностей к познанию и творчеству;
- Реализация образовательных программ в интересах развития личности ребёнка.

На детской железной дороге ежегодно обучается более 1000 юных железнодорожников (в 2009 году — около 650, в 2012 году — 1185 чел.), учащиеся 5 — 11 классов городов Новомосковска, Тулы, Донского и Узловой. Занятия включают две части: теоретическую (октябрь — апрель) и практическую (май — сентябрь). Юные железнодорожники трудятся в две смены, по 70 человек в каждой. За время обучения на детской железной дороге юные железнодорожники осваивают самые разные «взрослые» профессии: машинистов, начальников смены, дежурных по станции, диспетчеров, кассиров, сцепщиков, проводников и многие другие. Полный курс обучения на детской железной дороге составляет 3 года, после чего выдаётся свидетельство и даётся право на дальнейшее обучение по другим специальностям.

Название у нас детское, а работа — настоящая.
— директор Новомосковской детской железной дороги В. В. Васильева
Движение поездов осуществляется с 1 мая до конца августа. В течение летнего сезона детская железная дорога принимает около 25 000 пассажиров (в выходные она обслуживает около 800 человек в день, и по 300—400 — в остальные дни). Прибыль за 2007 год составила около 710 000 рублей. Около 1 500 пассажиров смогли бесплатно воспользоваться услугами детской железной дороги — это дети-сироты и все гости, посетившие детскую железную дорогу в День железнодорожника.
По данным официальной отчётности, в 2008 году Новомосковская детская железная дорога относилась к группе Е «Состояние материально-технической базы ниже среднего, результаты деятельности выше среднего.» В январе 2008 года в рамках молодёжной политики ОАО «Российские железные дороги» впервые в России был проведён анализ деятельности 23-х детских железных дорог. Их работа за 2007 год оценивалась по нескольким критериям:
1. Количество занимающихся юных железнодорожников;
2. Число перевезённых пассажиров;
3. Отправленные и принятые поезда;
4. Заработанные средства;
5. Количество детей, поступивших в ж/д учебные заведения, и др.

Новомосковская детская железная дорога была признана лучшей детской железной дорогой, опередив ближайшего соперника более чем на 600 баллов.
По состоянию на 2013 год, на базе детской железной дороги функционирует 83 кружка.

## Хозяйство железной дороги
По состоянию на 2013 год:

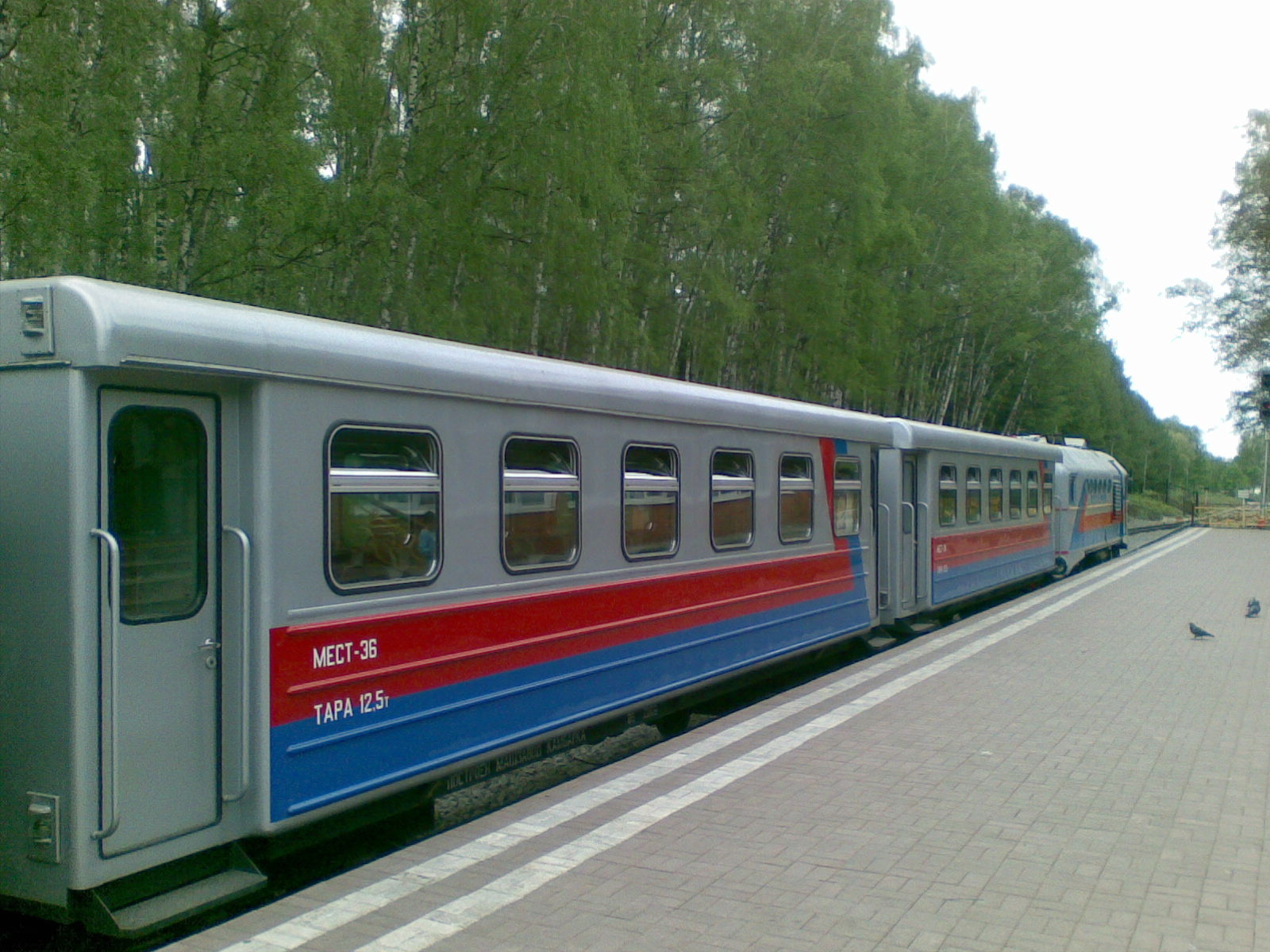
Поезд на станции Берёзки, 2010.

- подвижной состав включает в себя четыре тепловоза (два ТУ2 и два ТУ10), 5 вагонов модели 48-051 и 8 вагонов модели 43-0011. Ранее использовались паровозы типа 159, (до 1960), Гр (1960—1970), тепловоз ТУ3 (1970—1971) и вагоны Pafawag (1970—1985}.
- инфраструктура состоит из одного локомотивного депо, одного вагонного депо, трёх станций: «Берёзки», «Парковая», «Исток р. Дон», одного переезда, двух стрелочных постов, учебно-производственного корпуса на станции Берёзки и склада горюче-смазочных материалов.
- протяжённость путей железнодорожного «кольца» составляет 2 км (полная эксплуатационная длина — 2,7 км)
- управление стрелками и сигналами осуществляется с одного компьютера с помощью микропроцессорной централизации «Эбилок-950»[2].

## Достопримечательности
В 2012 году на вечную стоянку установлен паровоз серии «Э», построенный на заводе Цегельского в Познани в начале 1950-х годов. По словам начальника ремонтного локомотивного депо Узловая Андрея Близнецова, над приведением паровоза в порядок узловские специалисты трудились почти три недели. Сергей Мельников, непосредственный участник восстановления исторического облика паровоза: «Мы изучали специальную литературу, фотографии, нашли, как выглядела машина, как покрашена. Однажды мне понадобилось узнать вес паровоза, я позвонил Андрею, он быстро в интернете нашёл и сообщил нужную мне информацию».
Копия паровоза Черепановых установлена на территории возле главного вокзала детской дороги.

## Награды и почётные звания
- Образцовое внешкольное учреждение (1981)
- Лауреат VI Национальной общественной премии транспортной отрасли России «Золотая Колесница» (2010) в номинации «За заслуги в воспитании и профессиональном обучении молодежи»

## Известные выпускники
Новомосковская детская железная дорога — не просто аттракцион для детей, но и является кузницей кадров для российских железных дорог. Ежегодно десятки её выпускников поступают в различные учебные заведения железнодорожного профиля (в 2011 году — около 70 , в 2012 — 93 чел.).
- Главный инженер Московского вокзала г. Тулы Александр Моргачёв
- Начальник сортировочной станции Узловая-1 Тульского отделения МЖД Владимир Михайлович Опанасюк
- Начальник станции Шульгино Тульского отделения МЖД Ирина Михайловна Романова